# Салтак-Корем
Салта́к-Коре́м (рос. Салтак Корем, марій. Салтак Корем) — присілок у складі Медведевського району Марій Ел, Росія. Входить до складу Пекшиксолинського сільського поселення.

## Населення
Населення — 95 осіб (2010; 88 у 2002).
Національний склад (станом на 2002 рік):
- лучні марійці — 88 %